# Philopterus
Philopterus is een dierluis uit de familie Philopteridae. Soorten uit dit geslacht parasiteren voornamelijk op vogels. Er zijn 180 soorten van dit geslacht bekend.